# 加利·賀柏
加利·賀柏（英語：Gary Hooper，1988年1月26日—）是一名英格蘭足球運動員，司職前鋒，現時效力英冠球會錫周三。

## 生平

### 球會
格雷斯
賀柏出生於埃塞克斯郡艾坪林（Epping Forest）的民政教區朗頓（Loughton），於2003/04年球季加盟當時仍處於依斯米安聯賽超聯組（Isthmian Premier）的格雷斯，年僅15歲已獲派在「埃塞克斯郡高級盃」（Essex Senior Cup）對布倫特里（Braintree Town）時擔任沒有上場的後補球員。翌季格雷斯獲挑選加入新成立的議會南部聯賽，賀柏逐漸取得出場機會，在聯賽上陣29場並取得12個入球，協助球隊贏得首屆議會南部聯賽冠軍及升班到議會全國聯賽，同時格雷斯亦晉級英格蘭足總錦標決賽，在維拉公園球場對哈克纳尔城（Hucknall Town），正選上陣的賀柏在攔截對方的球員兼領隊迪恩·巴利克（Dean Barrick）時，引致對方懷疑斷腳而需由擔架抬離場，雙方在加時賽後仍然1-1平手，賀柏在加時結束前被換離場，格雷斯在互射十二碼於進入突然死亡後以6-5獲勝，成為雙料冠軍。2005/06年球季上半季賀柏與格雷斯同樣表現出色，於2005年11月26日對射入個人第7球兼協助球隊重登榜首，但下半季狀態明顯下滑，僅在作客5-0大勝京達米士特時多入1球。格雷斯最終以第3位結束球季，但在升班附加賽準決賽被哈利法克斯（Halifax Town）淘汰，但球隊以2-0擊敗沃金（Woking）成功衛冕英格蘭足總錦標，賀柏在決賽擔任後備沒有被派上陣。季後領隊馬克·史汀生（Mark Stimson）離隊，雖然賀柏上季在聯賽上陣37場及射入8球，仍然被新任領隊法蘭·格雷（Frank Gray）中止合約棄用。
修安聯
賀柏以試訓球員身份為在季前熱身賽上陣，其後參加英冠球會修安聯的試訓，於友誼賽2-1擊敗奧連特射入致勝球，最終獲時任領隊史蒂夫·蒂尔森（Steve Tilson）給予一年合約。2006年8月22日在英格蘭聯賽盃第一圈作客對以後補身份首次為修安聯披甲上陣；10月24日在聯賽盃第三圈作客對梅開二度，射入加盟以來的首兩個入球，協助球隊3-1獲勝晉級第四圈。
但賀柏在聯賽僅獲派上陣18次，大部分以後補身份登場，只有3次正選上陣，沒有取得入球，季中以後更失去一隊席位，於2007年3月16日被外借到英甲球會奧連特直到球季結束，於首兩場賽事各入1球協助球隊賽和及領頭羊斯肯索普。在上陣4場後，於5月2日被已確認降班的修安聯召回參賽對的閉幕戰。季後賀柏獲修安聯提供新約，但他拒絕球會續約兩年的要求，而只願意續簽一年。
2007年10月13日主場3-0擊敗克魯，賀柏射入加盟以來首個聯賽入球；直到2008年1月20日作客4-1大勝才取得第2個入球。賀柏與修安聯加簽18個月新約留隊直到2009年6月後，於1月28日被外借到英乙球會赫里福特聯1個月。於上陣7場射入6球後，赫里福特聯延長借用至球季結束。期間合共上陣19場及射入11球，於4月26日作客3-0擊敗後確定直接升班英甲的資格。賀柏返回修安聯在5月3日煞科日主戰1-1賽和已確定降班的。修安聯以第6位的成績參加升班附加賽，準決賽兩回合累計1-5不敵出局，賀柏兩場均沒有入選出賽球員名單。球季結束後賀柏被掛牌求售，效力修安聯兩季上陣44次及射入4球。在季末借用賀柏取得成功的赫里福特聯向修安聯出價沒有獲得接納。出價雖然達到修安聯的目標，但賀柏拒絕加盟。
斯肯索普

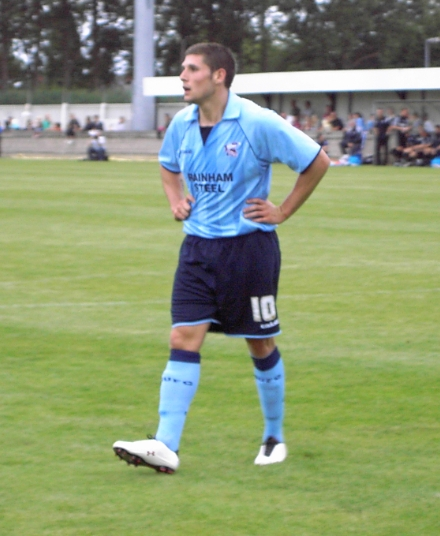
效力斯肯索普時期的賀柏

2008年7月14日賀柏正式加盟英甲球會斯肯索普，轉會費初步為12.5萬英鎊，最終可增加至17.5萬英鎊，簽約三年。8月9日聯賽揭幕戰主場對，賀柏為球隊先開紀錄，但最後被這隊升班大熱門反勝2-1；8月30日作客3-0大勝升班馬賀柏梅開二度；9月6日作客4-1擊敗更首次演出帽子戲法。10月18日作客2-1擊敗的入球是他加盟球隊首11場賽事射入第9球，斯肯索普史上僅次於比利·夏普（Billy Sharp）的10球，他被傳媒稱為「斯肯索普青年前鋒生產線」上最新出品。2009年4月5日斯肯索普晉級英格蘭聯賽錦標決賽，在溫布萊球場決戰盧頓，賀柏雖然先拔頭籌，但最終於加時賽以2-3落敗屈居亞軍。加盟的首個球季賀柏合共射入30球，亦是僅次於比利·夏普的球會最高紀錄33球。斯肯索普以第6位的成績參加升班附加賽，雖然因傷缺席準決賽次回合，斯肯索普仍憑累計1-1，互射十二碼7-6淘汰米爾頓凱恩斯。5月24日在溫布萊球場迎戰曾在聯賽兩勝的，結果3-2獲勝取得升班英冠資格。
2009年夏季轉會窗結束前曾出價100萬英鎊求購被拒。重返英冠的斯肯索普被視為降班熱門，但賀柏保持高效率入球數字，8月11日主場3-2擊敗取得本季首兩個入球，其後他再在普雷斯頓、及身上梅開二度，及於2010年4月17日主場3-0擊敗包辦三個入球。4月20日賀柏射入1球協助球隊主場2-2賽和雷丁，提早兩輪確定成功保級。賀柏在2009/10年球季在聯賽射入19球，總計射入20球，再次成為球會首席射手，亦是英冠射手榜的三甲份子。
4月20日斯肯索普領隊尼祖·艾堅斯（Nigel Adkins）透露在夏季可能出售尚有一年合約的賀柏套現。有報章報導蘇超老字號些路迪出價200萬英鎊求購，斯肯索普主席史提夫·沃頓（Steve Wharton）否認其事，但承認有多支球隊表示興趣。
些路迪
在擾攘一段時間後，賀柏於2010年7月26日以240萬英鎊轉投些路迪，在通過體測後，他隨即飛赴葡萄牙，與新隊友會合備戰歐聯外圍賽對布拉加的賽事。他選擇穿著「88」號球衣，以紀念其出生年份1988年。
諾域治
2013年7月26日，英超球會諾域治從蘇超些路迪購入25歲前鋒賀柏，轉會費金額估計約500萬英鎊，合約為期三年，另球會有選擇權延長多一年。

### 國家隊
2010年3月14日，年屆23歲的賀柏獲英格蘭U21首次徵召，備戰月底對丹麥及冰島兩場友誼賽，由於2011年歐洲U-21足球錦標賽的外圍賽展開時他仍未滿21歲，故此他仍合資格入選。

## 榮譽
斯肯索普
- 甲級聯賽附加賽冠軍：2008/09年；
- 英格蘭聯賽錦標亞軍：2009年；

格雷斯
- 議會南部聯賽冠軍：2004/05年；
- 英格蘭足總錦標冠軍：2005年、2006年；

些路迪
- 蘇超聯賽冠軍﹕2011/12年、2012/13年
- 蘇格蘭足總盃冠軍：2011年、2013年；

## 外部連結
- 足球数据库：加利·賀柏的球员统计数据
- 斯肯索普官網簡歷
- 修安聯官網簡歷